# José Antonio Roméu
José Antonio Roméu (¿1742? - 1792) fue el sexto gobernador novohispano de la Alta California, de 1791 a 1792.

## Carrera
Durante su servicio como capitán del ejército español en 1782, José Antonio Roméu dirigió una acción de represalia después de la masacre quechan de 1781. En 1781, la tribu yuma atacó y dañó los asentamientos de las misiones novohispanas de Arizona, de San Pedro y San Pablo de Bicuñer y Puerto de la Purísima Concepción, matando al teniente gobernador, Fernando Rivera, cuatro sacerdotes y treinta soldados. Roméu fue el líder militar en esta acción contra la tribu. Los españoles no pudieron derrotar a los yuma y la tribu mantuvo el control de la tierra durante los siguientes setenta años. El evento cerró el camino de Anza, paralizando el crecimiento de la población terrestre de la colonia de Yum.
Pedro Fages dimitió como gobernador, a petición del padre Junípero Serra, y partió de Monterrey (California) en abril de 1791. La capital, Monterrey, también servía como principal puerto de entrada a California.
En 1791 se solicitó al teniente coronel José Antonio Roméu que sustituyera a Fages. Roméu, su esposa Doña Josefa y su hija viajaron inicialmente a Loreto (Baja California Sur), llegando el 17 de marzo de 1791. En Baja California, su salud se deterioró. Tenía dolores en el pecho que le causaban dificultad para dormir e indigestión. Roméu llegó a Monterey en 1791, muy enfermo y apenas podía hacer su trabajo. Lideró en tiempos de paz y trabajó bien con las misiones españolas en California y los padres franciscanos. Durante el mandato de Roméu como gobernador, se fundaron dos misiones: la misión de Santa Cruz (28 de agosto de 1791) y la misión Nuestra Señora de la Soledad (9 de octubre de 1791). En marzo de 1792 estaba postrado en cama. Sirvió solo un año antes de fallecer el 9 de abril de 1792. Su funeral y entierro fueron en la misión San Carlos Borromeo de Carmelo. En octubre de 1792, su esposa e hija regresaron a México.